# Communauté de communes du Massif de Mouthoumet
La Communauté de communes du Massif de Mouthoumet était une communauté de communes française, située dans le département de l'Aude et la région Languedoc-Roussillon. Elle a été dissoute le 1er janvier 2013 à la suite de la mise en application de la réforme des collectivités territoriales et des décisions du  conseil départemental de coopération intercommunale de l’Aude.

## Histoire
La communauté de communes a été créée en 2001, et comprenait la presque totalité des 18 villages du canton, sauf Palairac, qui étant plus proche de Tuchan, a préféré rejoindre la communauté de communes des Hautes Corbières et Soulatgé qui a rejoint la Communauté de communes des Corbières le 1er janvier 2013. L'intercommunalité se fond ensuite dans la Communauté de communes Région Lézignanaise, Corbières et Minervois.

## Composition
À sa dissolution, elle regroupait les 16 communes suivantes :
| Commune             | Population 2007 | Code postal | Code INSEE | Superficie km² |
| ------------------- | --------------- | ----------- | ---------- | -------------- |
| Albières            | 89              | 11330       | 11007      | 17,25          |
| Auriac              | 39              | 11330       | 11020      | 20,93          |
| Bouisse             | 93              | 11330       | 11044      | 25,44          |
| Davejean            | 106             | 11330       | 11117      | 13,36          |
| Dernacueillette     | 40              | 11330       | 11118      | 7,75           |
| Félines-Termenès    | 136             | 11330       | 11137      | 10,01          |
| Lairière            | 47              | 11330       | 11186      | 13,08          |
| Lanet               | 44              | 11330       | 11187      | 8,75           |
| Laroque-de-Fa       | 152             | 11330       | 11191      | 20,41          |
| Massac              | 27              | 11330       | 11224      | 11,89          |
| Montjoi             | 43              | 11330       | 11250      | 7,18           |
| Mouthoumet          | 105             | 11330       | 11260      | 13,73          |
| Salza               | 18              | 11330       | 11374      | 8,34           |
| Termes              | 55              | 11330       | 11388      | 18,63          |
| Vignevieille        | 95              | 11330       | 11409      | 16,72          |
| Villerouge-Termenès | 158             | 11330       | 11435      | 19,71          |

## Actions
- Création de la maison du district de Mouthoumet
- Création de la supérette de Laroque-de-Fa
- Création d'ateliers relais communaux
- Mise en place d'opérations foncières pour le développement
- Construction d'une école pour le canton
- Élaboration d'un plan environnemental (sentiers de randonnées, ferme pédagogique, accueil de classes vertes)
- Mise en place d'un tri sélectif des déchets
- Réhabilitation de maisons vides pour en faire des gîtes de caractère
- Août 2007, campagne de mise en place de composteurs individuels pour les particuliers, en plastique ou en bois, le coût demandé aux habitants est de 10 à 15 €.